# Lijst van beschermd erfgoed in La Louvière
Onderstaande tabel geeft een overzicht van de beschermde erfgoederen in de gemeente La Louvière. Het beschermd erfgoed maakt onderdeel uit van het cultureel erfgoed in België.
| Object | Bouwjaar/architect | Deelgemeente        | Adres                 | Coördinaten                   | Nummer?                | Afbeelding |
| --- | ------------------ | ------------------- | --------------------- | ----------------------------- | ---------------------- | --- |
| Kerk Saint-Vaast |                    | Saint-Vaast         |                       | 50° 27' 9" NB, 4° 9' 34" OL   | 55022-CLT-0003-01 Info | Kerk Saint-Vaast |
| Kapel Notre-Dame-au-Puits |                    | Trivières           |                       | 50° 27' 5" NB, 4° 8' 49" OL   | 55022-CLT-0004-01 Info | Kapel Notre-Dame-au-Puits |
| Steenkoolwinning en het oudste stadsdeel van Bois-du-Luc te Houdeng Aimeries                                                                                             |                    | Houdeng-Aimeries    |                       | 50° 28' 28" NB, 4° 8' 45" OL  | 55022-CLT-0005-01 Info | Steenkoolwinning en het oudste stadsdeel van Bois-du-Luc te Houdeng Aimeries                                                                                             |
| Ensemble van de boerderij te Sart-Longchamps genaamd "Ferme Guyaux" en de omliggende terreinen                                                                           |                    | La Louvière         | La Louvière           | 50° 28' 34" NB, 4° 12' 12" OL | 55022-CLT-0006-01 Info | |
| Uitbreiding van het ensemble van de boerderij van Sart-Longchamps genaamd "Ferme Guyaux" en de omliggende terreinen                                                      |                    | La Louvière         | La Louvière           | 50° 28' 31" NB, 4° 12' 3" OL  | 55022-CLT-0007-01 Info | |
| De schuur van de boerderij van Sart-Longchamps |                    | La Louvière         | rue de Baume n°45     | 50° 28' 36" NB, 4° 12' 2" OL  | 55022-CLT-0008-01 Info | |
| Gevels en daken van het kapelaanshuis |                    | Boussoit            | rue des Ecoles n°16   | 50° 27' 35" NB, 4° 5' 16" OL  | 55022-CLT-0010-01 Info | |
| Totale kapel Saint-Julien |                    | Boussoit            | La Louvière           | 50° 27' 34" NB, 4° 5' 16" OL  | 55022-CLT-0011-01 Info | Totale kapel Saint-Julien |
| Een kornoelje en zijn omgeving |                    | Strepy-Bracquegnies |                       | 50° 27' 33" NB, 4° 6' 56" OL  | 55022-CLT-0012-01 Info | Een kornoelje en zijn omgeving |
| Hydraulische liften nrs. 1, 2, 3 en 4 gelegen op het Canal du Centre en de ophaalbrug gelegen tussen nrs. 3 en 4 (M) en het ensemble van deze met de beboste oeverbanken |                    |                     |                       | 50° 29' 15" NB, 4° 10' 33" OL | 55022-CLT-0013-01 Info | Hydraulische liften nrs. 1, 2, 3 en 4 gelegen op het Canal du Centre en de ophaalbrug gelegen tussen nrs. 3 en 4 (M) en het ensemble van deze met de beboste oeverbanken |
| De gevels en daken van het gebouw waarin de machinekamer van liften 2 en 3 zich bevindt                                                                                  |                    |                     |                       | 50° 28' 53" NB, 4° 8' 10" OL  | 55022-CLT-0015-01 Info | De gevels en daken van het gebouw waarin de machinekamer van liften 2 en 3 zich bevindt                                                                                  |
| Terril n°142 genaamd "Albert 1er" |                    | Saint-Vaast         | rue Léopold III       | 50° 27' 26" NB, 4° 9' 15" OL  | 55022-CLT-0016-01 Info | Terril n°142 genaamd "Albert 1er" |
| Bepaalde delen van het huis |                    | La Louvière         | rue Warocqué 70-72    | 50° 28' 35" NB, 4° 11' 35" OL | 55022-CLT-0018-01 Info | Bepaalde delen van het huis |
| Bepaalde delen van de "Manufacture Royal Boch": drie flessen-ovens en het gebouw dat de werkplaats en de zuidelijke flessen-ovens huist                                  |                    | La Louvière         | rue Sylvain Guyaux 70 | 50° 28' 40" NB, 4° 10' 57" OL | 55022-CLT-0021-01 Info | |
| Gevels en daken van de pastorie |                    | Haine-Saint-Pierre  | Rue Haute             | 50° 27' 14" NB, 4° 12' 3" OL  | 55022-CLT-0022-01 Info | Gevels en daken van de pastorie |
| Totaliteit van het oude hôpital Saint-Julien |                    | Boussoit            |                       | 50° 27' 34" NB, 4° 5' 16" OL  | 55022-CLT-0025-01 Info | Totaliteit van het oude hôpital Saint-Julien |
| Steenkoolwinning en het oudste stadsdeel van Bois-du-Luc te Houdeng-Aimeries                                                                                             |                    | Houdeng-Aimeries    |                       | 50° 28' 28" NB, 4° 8' 45" OL  | 55022-PEX-0001-01 Info | Steenkoolwinning en het oudste stadsdeel van Bois-du-Luc te Houdeng-Aimeries                                                                                             |
| Hydraulische liften nrs. 1, 2, 3 en 4 gelegen op het Canal du Centre en de ophaalbrug gelegen tussen nrs. 3 en 4 (M) en het ensemble van deze met de beboste oeverbanken |                    |                     |                       | 50° 29' 15" NB, 4° 10' 33" OL | 55022-PEX-0002-01 Info | Hydraulische liften nrs. 1, 2, 3 en 4 gelegen op het Canal du Centre en de ophaalbrug gelegen tussen nrs. 3 en 4 (M) en het ensemble van deze met de beboste oeverbanken |
| De gevels en daken van het gebouw waarin de machinekamer van liften 2 en 3 zich bevindt                                                                                  |                    |                     |                       | 50° 28' 53" NB, 4° 8' 10" OL  | 55022-PEX-0003-01 Info | De gevels en daken van het gebouw waarin de machinekamer van liften 2 en 3 zich bevindt                                                                                  |